# WorldView-2
WorldView-2 ist ein kommerzieller Erdbeobachtungssatellit, der von Ball Aerospace aus den USA hergestellt wurde. Er wurde am 8. Oktober 2009 von der Vandenberg Air Force Base mit einer Delta-II-Rakete gestartet.
WorldView-2 liefert aus einer Höhe von 770 km Bilder in einer Auflösung von 0,5 m (panchromatisch) und im Multispektralmodus in acht Spektralbereichen von 1,8 m. Zusätzlich ist der dreiachsenstabilisierte Satellit und die Datenauswertung darauf vorbereitet, Änderungen in einem Gebiet gegenüber vorherigen Aufnahmen bzw. Stereobilder einer Region aufzunehmen. Vertrieben werden die Bilder in Zusammenarbeit mit der Firma DigitalGlobe, welche mit Quickbird und WorldView-1 bereits weitere Satelliten für ähnliche Aufgaben betreibt.
Die voraussichtliche Lebensdauer des Satelliten liegt, je nach Quelle, bei bis zu zwölf Jahren. Der Satellit ist über seine erwartete Lebensdauer hinaus aktiv.
Im Juli 2016 wurden acht Trümmerteile gesichtet, die sich um den Satelliten bewegen. DigitalGlobe bestätigte mit einem vom Satelliten gemachten Bild, dass dieser funktionsfähig sei. Der Ursprung der Trümmerteile ist unbekannt.
Der Nachfolger WorldView-3 wurde am 13. August 2014 gestartet.

## Technische Daten
- Masse: 2615 kg
- Größe: 4,3 m × 2, 5m
- Spannweite der Solarzellen: 7,1 m
- Leistung: 3,2 kW (Solarzellen) + 100 Ah Akkumulatoren
- geplante Lebensdauer: mind. 7 Jahre
- Bildauflösung: 46 cm panchromatisch am Nadir, 180 cm multispektral
- Streifenbreite: 16,4 km
- OnBoard Speicherkapazität: 275 Gigabyte
- Funksysteme: X-Band für Bilder mit einer Datenrate von 800 Mbps
- Positionierungsgenauigkeit (per GPS): 5 m–10 m
- Umlaufzeit: 100 min
- maximale Fläche die multispektral pro Tag aufgenommen werden kann: 1.000.000 km²[7]